# Дерек Фишер
Дерек Фишер (енгл. Derek Fisher; Литл Рок, Арканзас, 9. август 1974) бивши је амерички кошаркаш, а садашњи кошаркашки тренер. Играо је на позицијама плејмејкера и бека.
На драфту 1996. одабрали су га Лос Анђелес Лејкерси као 24. пика. Током играчке каријере са Лејкерсима је освојио пет шампионских прстенова (2000, 2001, 2002, 2009 и 2010) уз три изгубљена финала, два са Лејкерсима (2004 и 2008) и једно са Тандером (2012). године.

## Успеси

### Клупски
- Лос Анђелес лејкерси:
  - НБА (5): 1999/00, 2001/02, 2002/03, 2008/09, 2009/10.